# Devils de Rishon
Les Devils de Rishon sont un club professionnel israélien de hockey sur glace basé à Rishon LeZion. Il évolue en Championnat d'Israël de hockey sur glace.

## Historique

### Palmarès
- Championnat d'Israël de hockey sur glace
  - Champion (4) : 2013, 2014, 2015, 2017